# Jillali Ferhati
Jillali Ferhati (Khemisset, 1948) è un regista e produttore cinematografico marocchino.

## Biografia
Studia cinema e arti drammatiche a Parigi e si laurea in lettere e sociologia. La sua carriera inizia nel mondo del teatro, dove lavora come attore e regista presso il Theatre International di Parigi.
Il suo esordio al cinema avviene nel 1978 con il lungometraggio Brèche dans le mur, selezionato nella Semaine de la Critique al Festival di Cannes. Da allora realizza lungometraggi, che vincono premi importanti e partecipa a vari festival in qualità di giurato. Dès l'aube, del 2009, viene presentato in anteprima mondiale al Festival di Dubai nel 2010.

## Filmografia

### Regista
- Charkhun fi-l hâ'it (1978)
- Poupées de roseau (1981)
- La spiaggia dei ragazzi perduti (Chateh al aftal ad-daï'ne) (1991)
- Tresses (2000)
- Mémoire en détention (2004)
- Dès l'aube (2010)
- Sarirou al assrar (2013)
- Ultime Révolte (2018)